# Mapa conceitual

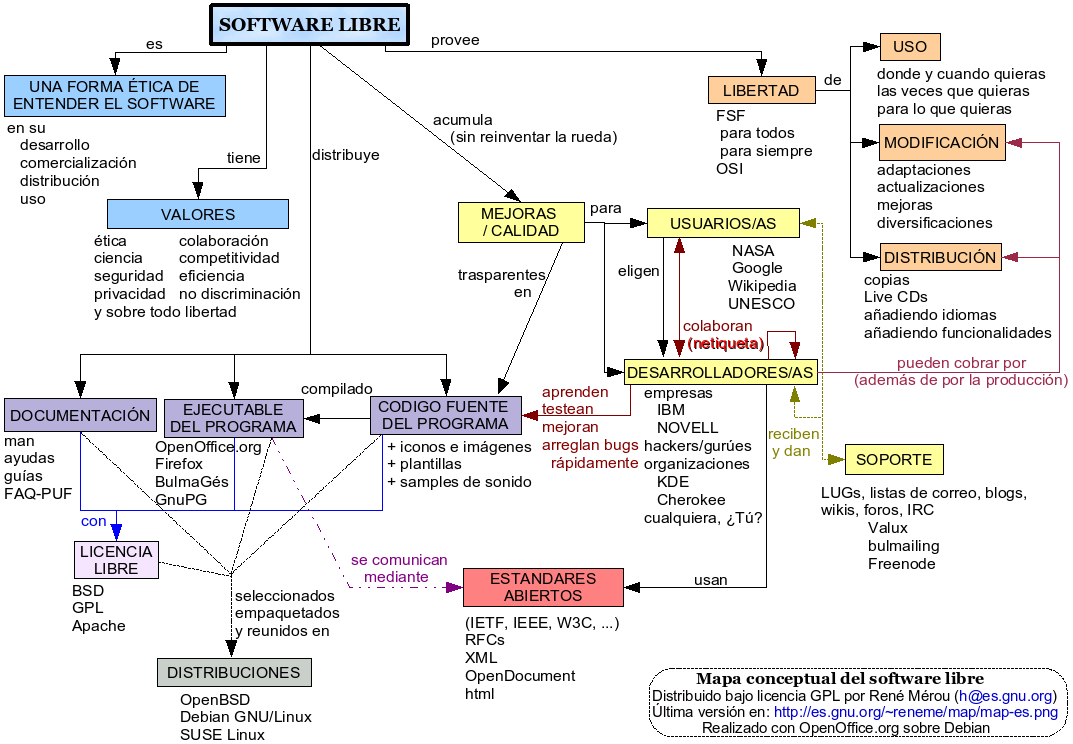
Exemplo de aplicação de mapa conceitual na estrutura de um software livre.

A teoria a respeito dos mapas conceituais foi desenvolvida na década de 70 pelo pesquisador e professor norte-americano Joseph Novak.
Ele define mapa conceitual como uma ferramenta administrativa, para organizar e representar o conhecimento, de forma geral, sendo basicamente um aperfeiçoamento do conhecido organograma, somente que, bastante, e muito detalhado, com fins de ser utilizado em trabalho de equipa e/ou em colegiado. 
O então chamado mapa conceitual, foi originalmente baseado na teoria da aprendizagem significativa de David Ausubel. A aprendizagem pode ser dita significativa quando uma nova informação adquire significado para o aprendiz através de uma espécie de "ancoragem" em aspectos relevantes da estrutura cognitiva preexistente do indivíduo. Na aprendizagem significativa há uma interação entre o novo conhecimento e o já existente, na qual ambos se modificam. À medida que o conhecimento prévio serve de base para a atribuição de significados à nova informação, ele também se modifica. A estrutura cognitiva está constantemente se reestruturando durante a aprendizagem significativa. O processo é dinâmico; o conhecimento vai sendo construído. 
Podemos dizer que mapa conceitual é uma representação gráfica em duas ou mais dimensões de um conjunto de conceitos construídos de tal forma que as relações entre eles sejam evidentes. Os conceitos aparecem dentro de caixas enquanto que as relações entre os conceitos são especificadas através de frases de ligação nos arcos que unem os conceitos. As frases de ligação têm funções estruturantes e exercem papel fundamental na representação de uma relação entre dois conceitos. A dois conceitos, conectados por uma frase de ligação chamamos de proposição. As proposições são uma característica particular dos mapas conceituais se comparados a outros tipos de representação como os mapas mentais.

## Técnica de construção de mapas conceituais
Uma possível técnica de construção de um mapa conceitual pode seguir as seguintes etapas:
a) ter, antes, uma boa inteligência inicial cuja resposta estará expressa no mapa geográfico construído;
b) escolher um conjunto de conceitos (palavras-chave) dispondo-os no final do espaço onde o mapa será elaborado;
c) escolher um conceito para estabelecimento da(s) relação(ões) entre eles;
d) decidir qual o par e escrever uma frase de ligação para esse par de conceitos escolhido;
e) a repetição das etapas c) e d) tantas vezes quanto se fizer necessário (em geral até que todos os conceitos escolhidos tenham, ao menos, uma ligação com outro conceito).
Resumidamente, os conceitos se relacionam da seguinte forma:
```
"
conceito
" - verbo - "
conceito
".
```

Podendo um mesmo conceito estar relacionado a diversos outros.
White e Gunstone,1997, propõem uma seqüência de etapas que auxiliam a construção de um mapa conceitual:
• Escreva os termos ou conceitos principais que você conhece sobre o tópico selecionado. Escreva cada conceito ou termo em um cartão.
• Revise os cartões, separando aqueles conceitos que você NÃO entendeu. Também coloque de lado aqueles que NÃO ESTÃO relacionados com qualquer outro termo. Os cartões restantes são aqueles que serão usados na construção do mapa conceitual.
• Organize os cartões de forma que os termos relacionados fiquem perto uns dos outros.
• Cole os cartões em um pedaço de papel tão logo você esteja satisfeito com o arranjo. Deixe um pequeno espaço para as linhas que você irá traçar.
• Desenhe linhas entre os termos que você considera que estão relacionados.
• Escreva sobre cada linha a natureza da relação entre os termos.
• Se você deixou cartões separados na etapa 3, volte e verifique se alguns deles ajustam-se ao mapa conceitual que você construiu. Se isto acontecer, assegure-se de adicionar as linhas e relações entre estes novos itens.

## Avaliação de mapas conceituais
A ideia principal do uso de mapas na avaliação dos processos de aprendizagem é a de avaliar o aprendiz em relação ao que ele já sabe, a partir das construções conceituais que ele conseguir criar, isto é, como ele estrutura, hierarquiza, diferencia, relaciona, discrimina e integra os conceitos de um dado mini-mundo em observação, por exemplo. 
Isso significa que não existe mapa conceitual “correto”. Um professor e/ou administrador nunca deve apresentar aos alunos o mapa conceitual de um certo conteúdo e sim um mapa conceitual para esse conteúdo segundo os significados que ele atribui aos conceitos e às relações significativas entre eles. Da mesma maneira, nunca se deve esperar que o aluno e/ou aprendizes/pares, apresentem na avaliação o mapa conceitual “correto” de um certo conteúdo. Isso não existe. O que o irão apresentar é o seu mapa e o importante não é se esse mapa está certo ou não, mas sim se ele dá evidências de que estejam aprendendo significativamente o conteúdo.
A análise de mapas conceituais é essencialmente qualitativa. O apresentador, ao invés de preocupar-se em atribuir um escore ao mapa traçado pelos participantes, deve procurar interpretar a informação dada pelo interessado no mapa a fim de obter evidências de aprendizagem significativa. Explicações do interessados, orais ou escritas, em relação a seu mapa facilitam muito a tarefa do orientador nesse sentido.